# Bohemios
Bohemios és una sarsuela en un acte dividit en tres quadres, amb música d'Amadeu Vives i lletra de Guillermo Perrín i Miguel de Palacios, estrenada al Teatro de la Zarzuela de Madrid el 24 de març de 1904 i presentada un mes més tard al Teatre Granvia de Barcelona.
Està inspirada en la novel·la d'Henri de Murger, Scenes de la Vie Bohème, com La Bohème de Puccini i la de Leoncavallo. Tanmateix, l'argument de Bohemios no recull la mateixa història, sinó només l'ambient.
Aquest era el primer de molts texts més suaus que els llibretistes, que sempre escrivien en col·laboració, havien proporcionat a Vives, i que seria el seu èxit més gran fins aleshores. Van triomfar una altra vegada uns quants anys més tard (1910) amb la paròdia d'Aida, La corte de Faraón, amb música de Vicent Lleó i Balbastre.

## Personatges
| Paper          | Tessitura    | Intèrprets de l'estrena 24 de març de 1904 (Director: -) |
| -------------- | ------------ | -------------------------------------------------------- |
| Cosette Lissan | soprano      | Amparo Taberner                                          |
| Roberto Randel | baríton      | Carlos Allen-Perkins Gurowski de Borbón                  |
| Victor Duval   | buffo        | Antonio González                                         |
| Pelagia        | mezzosoprano | Nieves González                                          |
| Marcelo Lissan | buffo        | Vicente García Valero                                    |
| Juana          | soprano      | Clotilde Rovira                                          |
| Cecilia        | mezzosoprano | Nieves González                                          |
| Girard         | baríton      | José Garcia-Riquelme y Venero                            |

Els decorats van anar a càrrec d'Amalio Fernández.

## Argument
Lloc: París
Època: Any 1840, expressament indicat en el llibret.
L'argument que aquí figura ha sigut escrit a partir del llibret editat el 1906.
A la ciutat de París alegre i bohèmia de la meitat de segle xix, dos amics malviuen esperant el miracle de poder estrenar l'òpera Luzbel, escrita i musicada per ells mateixos. Una veïna i un xarlatà autodenominat mecenes de tots els artistes, faran que la història desemboqui en situacions divertides, increïbles i romàntiques.

### Quadre I
Interior del sotabanc d'un edifici de París. Es veu alhora l'interior de l'habitatge de Roberto i l'escala comunitària.
A l'escenari es veu Roberto tocant un clavecí, component la música d'una obra lírica. Arriba Víctor, qui és el llibretista de l'obra. Quan Roberto vol tocar per ell el que ja porta escrit se sent a l'interior la veu de Cossette, cantant una cançó que fa temps va compondre Roberto. Roberto no val tocar mentre canta Cossette, però Víctor li anima a fer-ho, de manera que, alhora, un toca i canta mentre l'altra canta. Per fi Roberto tanca el clavecí, no pot seguir.
Entra a escena Marcelo, pare de Cossette, a l'escala comunitària, i Cossette, a la qual es veu a la porta del seu habitatge. Marcelo s'acomiada de la filla, i abans de baixar per les escales pensa a demanar un abric al veí, Roberto, perquè neva i ell va en roba d'estiu. Truca a la porta de Roberto, i aquest el fa passar a casa seva. Marcelo es presenta com el tenor, extenor, com diu ell, pare de Cossette. Explica que al vespre Cossette cantarà al Saló de l'Òpera Còmica davant del director Rossand, i demana si li poden prestar el carrik. Roberto ho fa, arrancant de pas un tros de folra que penja fora de l'abric, i dient a Marcelo que s'ho podrà cordar, perquè li manca el botó. Marcelo marxa molt agraït. Roberto i Víctor marxen després, sense diners, a sopar al restaurant La Bola de Oro, i quan comencen a baixar les escales es troben a Pelagia, la portera i dona que arregla la casa de Roberto, a la qual li donen la clau.
Mentre Pelagia arregla fa la neteja, es veu a Cossette sortint del seu habitatge pobrament vestida. S'acosta a la porta de Roberto, i des de dins Pelagia l'anima a entrar. Cossette li confessa estar secretament enamorada de Roberto, i mentre llegeix els canvis que Roberto ha fet a la partitura se senten unes passes a les escales, i veuen que és Girard qui les puja. Girard diu de si mateix que és "el mecenes de tots els artistes". Es mostra animat a donar suport com, a mecenes a Cossette i a Roberto. Després marxen tots.
Apareixen Cecila i Juana, que volen veure a Roberto, just quan Roberto puja les escales. No ha pogut sopar, no l'han fiat al restaurant. Les joves criden a la portera, que arriba de seguida amb la clau de la casa. Roberto entra i troba sobre el clavecí una invitació per assistir al Saló de l'Òpera Còmica, que li ha deixat Girard a petició de Cossette. Marxen tots, Roberto amb les noies, pensant a sopar abans d'anar al saló. El seu amic Rodolfo li deixarà roba amb bon aspecte per anar allà.

### Quadre II
Placeta al Quartier Latin de París. Es veu la part exterior del restaurant "La Bola de Oro" i alguns carrers que donen a la placeta.
Apareix un grup d'homes i dones cantant mentre es dirigeixen a un ball. Quan passen surt Víctor del restaurant. No ha aconseguit convèncer a l'amo del restaurant i no ha sopat. Apareix Cossette, que ignorant Víctor entra a un portal, esperant trobar-se amb el seu pare. De dins del restaurant se sent cantar un grup de bohemis (Corramos los bohemios de ardiente corazón...). Surten del restaurant Cecilia i Juana, i elles i Víctor comencen a parlar. Ell les convida al ball, perquè diu que el propietari del local és amic seu i els deixarà entrar. Surt Víctor a la recerca de les entrades al ball, i al moment arriba Girard i acaben entren les dues joves i ell al restaurant, a prendre una copa.
Entra en escena Marcelo, que arriba a la placeta. Ha sopat abans amb Cecilia i Juana a casa de Mimí. Quan Víctor arriba amb les entrades xerren tots dos, i veient Víctor que tots han sopat marxa cap a casa de Mimí, a veure si han quedat restes de menjar. Apareix Cossette per la porta d'on havia entrat, vestida amb més elegància que abans, i en veure Roberto es deté sense ser vista. Cecilia i Juana surten del restaurant i juguen entre els tres amb paraules fingides d'amor, fins que Cossette, gelosa, acaba sortint del portal i cridant a Roberto. Cecilia i Juana marxen, saben que molesten. Però Roberto i Cossette no es coneixen personalment, i malgrat que ella sap qui és Roberto ell no sap qui és ella. Acaben parlant d'amor, i Roberto acaba marxant quan Cossette li anuncia que ha de partir per anar al Saló a cantar. Entra en escena llavors Marcelo, sortint del restaurant, qui esperava a la seva filla per acompanyar-la, i marxen tots dos.
Queda la placeta sola un instant, i arriba Víctor queixant-se de què tampoc ha pogut menjar res a casa de Mimí, i a cada un que passa per la plaça li fa veure que vol donar-se mort. Els que passen no li fan cas, fins que arriba Girard, a qui Víctor confessa que és poeta, i Girard, sempre disposat a ajudar els artistes, li assegura que l'ajudarà en la seva carrera, i li convida a anar amb ell al Saló de l'Òpera Còmica.

### Quadre III
Saló d'artistes a l'antiga Òpera Còmica de París.
Girard i Víctor arriben al Saló. Víctor vol saber què hi fan allà, i Girard li explica que li presentarà a qui calgui perquè triomfi. Víctor li parla de la seva òpera ja acabada, que du amb ell, i Girard li intenta convèncer de què entregui el manuscrit a un bon compositor i se n'oblidi de l'amic que l'intenta posar música (sense saber que es tracta de Roberto). Víctor surt convençut de què li entregarà el manuscrit a Auber, amb el suport de Girard. Entren a escena Marcelo i Cossette, saluden a Girard i Cossette li pregunta si farà quelcom en favor de Roberto. Girard respon que sí, que l'ajudarà. Entra Roberto en escena, se saluden tots i marxen Marcelo i Cossette.
Girard fa amb Roberto el que ha fet abans amb Víctor: dir-li que l'ajudarà amb "les eminències franceses". Roberto li diu que està posant música al llibret d'un amic, i aleshores Girard li contesta que és una bogeria posar músic al llibret d'un desconegut, que ell li proporcionarà un llibret d'un escriptor reconegut, com ara Scribe. Marxa Girard, i poc temps després entra Víctor. S'expliquen la bona fortuna que han tingut, un aconseguint a Auber com a compositor i l'altre tenint a Scribe com a llibretista. Tots dos es molesten del menyspreu de l'altre a la seva antiga col·laboració. Marxa Roberto, entra Girard i Víctor li comenta que ningú coneix a Girard a aquell Saló. Girard protesta i marxa Víctor. Entra Roberto, i diu a Girard que Scribe no recorda cap Girard, però que a canvi li ha aconsellat treballar de valent i oblidar-se de protectors. Entra Víctor, que havia anat al restaurant amb la promesa de Girard que el fiarien si anava de part seva, i protesta de què ningú coneix a Girard al restaurant. Tant bon punt estan tots tres junts, Girard presenta Víctor a Robert (ell no sap que ja es coneixen) i els presenta com a futurs col·laboradors, músic i llibretista. Els amics s'abracen i es perdonen.
Arriben homes i dones i prenen seient per escoltar Cossette cantar. Girard s'avança a presentar-la, i tots es pregunten qui és aquell senyor que fa de presentador. Marcelo seu al clavecí per acompanyar sa filla, però els nervis no li deixen ni començar, i demana a Roberto que toqui ell. Roberto pregunta què ha de tocar, i Cossette li respon que el duet de l'òpera que Roberto està escrivint, Luzbbel, i que ell l'acompanyi també cantant (por fin llegaste, dulce amor mío...).
Amb els aplaudiments entusiastes de tots i la confessió de l'enamorament de Roberto i Cossette acaba la sarsuela, amb ells dos i Víctor agafats de les mans.

## Discografia
| Segell           | Any  | Cossette            | Roberto                         | Víctor                  | Pelagia             | Marcelo            | Cecilia             | Juana                 | Girard             | Un bohemi          | Director                      |
| ---------------- | ---- | ------------------- | ------------------------------- | ----------------------- | ------------------- | ------------------ | ------------------- | --------------------- | ------------------ | ------------------ | ----------------------------- |
| Odeón            | 1930 | Victoria Racionero  | Marcos Redondo Valencia         | Augusto Gonzalo         | Alexina Zanardi     |                    | Sofía Vergé         | Alexina Zanardi       | J. Fernández       |                    | Antoni Capdevila              |
| La Voz de su Amo | 1931 | Elisa de Franco     | Tino Folgar                     | Rafael Díaz             | Amparo Romo         | Alberto López      | Amparo Romo         | Teresa Magriñá        | Pedro Vidal        | Enric Sagi i Barba | Concordi Gelabert             |
| Regal            | 1953 | Lolita Torrentó     | Jerónimo Vilardell              | Diego Monjo             |                     | Fernando Cachadiña | Asunción Serra      | Teresa Sánchez        |                    | Marcos Redondo     | Rafael Ferrer                 |
| Alhambra         | 1954 | Toñy Rosado         | Manuel Ausensi i Albalat        | Carlos Munguía          | Adela Cano          | Gregorio Gil       | María Fernández     | Teresa Berganza       | Arturo Díaz Martos | Manuel Ausensi     | Ataúlfo Argenta               |
| Hispavox         | 1966 | Ana María Higueras  | Pedro Lavirgen                  | Segundo García          | Mari Carmen Ramírez | Eduardo Fuentes    | María Orán          | María Aragón          | Luis Frutos        | Pedro Farrés       | Pablo Sorozábal Mariezkurrena |
| La Voz de su Amo | 1968 | Josefina Cubeiro    | Carlo del Monte (Heleni Barjau) | Enrique del Portal      | Elena Guadaño       | Octavio Álvarez    | María Amparo Ortega | Rosa Sarmiento        | Ramón Sola         | Ramón Alonso       | Federico Moreno Torroba       |
| Columbia         | 1969 | Pura María Martínez | Francisco Ortíz                 | Eduardo Fuentes         | Carmen Orihuela     | Fernando Martínez  | María Hernández     | Alicia de la Victoria | José Peromingo     | Ramón Contreras    | Rafael Frühbeck de Burgos     |
| Carrillón        | 1976 | Ángeles Chamorro    | Alfredo Kraus                   | Enrique del Portal      | Luisa de Córdoba    |                    | Marisa Mora         | Dolores Cava          | Adelardo Curros    |                    | Enrique García Asensio        |
| Auvidis Valois   | 1994 | María Bayo          | Luis Lima                       | Santiago Sánchez Jericó | María Ysás          | Emilio Sánchez     | Isabel Monar        | María José Martos     | Alfonso Echeverría | Carlos Álvarez     | Antoni Ros-Marbà              |